# Era Aviation
Era Aviation war eine US-amerikanische Fluggesellschaft aus Anchorage in Alaska. Sie betrieb regionale Flüge, unter anderem Zubringerflüge für die Alaska Airlines.

## Geschichte
Die Fluggesellschaft wurde 1948 durch Carl F. Brady mit einem Hubschrauber Typ Bell 47A als Agrarflugunternehmen Economy Pest Control gegründet und nahm im selben Jahr auch den Flugbetrieb auf. Im Jahr 1948 bewarb er sich erfolgreich für den Auftrag für Vermessungsflüge der US Geological Survey in Alaska.
Das Unternehmen, einschließlich des Hubschraubers wurde von Yakima, US-Bundesstaat Washington nach Anchorage, Alaska verlegt und in Economy Helicopters umbenannt. Im Jahr 1950 wurden zusätzliche Aufträge für eine Erdölgesellschaft angenommen. Für die Aufträge brauchte er mehrere größere Hubschrauber. Zur Finanzierung tat er sich mit der kalifornischen Gesellschaft Rotor Aids zusammen und schuf das Unternehmen Economy Rotor Aids, oder ERA Helicopters. Es wurden zwei Sikorski S-55 und weitere Bell 47 beschafft.
Im Jahr 1967 verkaufte Brady sein Unternehmen an das texanische Ölunternehmen Rowan Drilling mit Sitz in Houston, Texas. Er selbst blieb Vizepräsident der Gesellschaft. Im Jahr 1968 begann die Ära der Transportflugzeuge mit einer Swearingen Merlin IIA sowie Beech King 90, Twin Otter und Hawker Siddeley HS 125. Rowan Drilling teilte das Unternehmen in drei Sparten auf: ERA Helicopters Alaska Division, ERA Helicopters Gulf Coast Division und ERA Jet Alaska. 
Mit neun DHC-6 Twin Otter und Beech Air 100 sowie drei Convair CV-580 und einer DHC-7 wurde der Flugbetrieb im Mai 1983 zu den Nischenregionen in Alaska und seinem Hinterland der Coastal Eskimos aufgenommen. Im Jahr 1987 wurde das Unternehmen in ERA Aviation umbenannt, der rote Anstrich blieb. Es folgten mehrere Zusammenschlüsse und Verkäufe. 
Im Jahr 2004 kaufte die SEACOR Holdings das gesamte Unternehmen. Die Finanzen wurden an CapitalSource übertragen. Diese wollte nur das Filetstück ERA Helicopters behalten und drehte ERA Aviation den Geldhahn zu. Im Jahr 2005 beantragte ERA Aviation Gläubigerschutz.
Der Umbau dauerte bis 2007. Das Streckennetz und die Flotte wurden stark reduziert. ERA Aviation startete den Neubeginn.
Am 1. Januar 2010 fusionierte Era Aviation zusammen mit der Frontier Alaska, der Frontier Flying Service und der Hageland Aviation Services in die Era Alaska.

## Ziele
Era Aviation beflog von ihrem Heimatflughafen Anchorage aus unter anderem Strecken nach Kenai, Homer, Valdez und Cordova.
Nach dem 4. September 2007 flog ERA Aviation Direktflüge von Anchorage nach Fairbanks und Bethel.

## Flotte

### Flotte bei Betriebseinstellung
Mit Stand September 2009 setzte sich die Flotte der Era Aviation aus den folgenden Flugzeugen zusammen:
- 4 De Havilland DHC-8
- 3 Beechcraft 1900D

### Zuvor eingesetzte Flugzeuge
Davor nutzte Era Aviation auch folgende Flugzeugtypen:
- Convair CV-580
- de Havilland Canada DHC-6 Twin Otter
- de Havilland Canada DHC-7